# Leucanthemopsis
Leucanthemopsis (Giroux) Heyw., 1975 è un genere di piante angiosperme dicotiledoni della famiglia delle Asteraceae, sottofamiglia Asteroideae, tribù Anthemideae (Eurasian grade) e sottotribù Leucanthemopsidinae.

## Etimologia
Il nome generico (Leucanthemopsis) deriva da due parole greche ”leucantha” (= bianco) e ”anthemon” (= fiore) e fa ovviamente riferimento al colore dei fiori.

Il nome scientifico di questo genere è stato definito dalla botanica Mathilde Giroux  (att. 1933) e perfezionato successivamente dal botanico e biologo inglese Vernon Hilton Heywood (nato il 24 dicembre 1927) nella pubblicazione “An. Inst. Bot. AJ Cavanilles 32: 182” del 1975.

## Descrizione

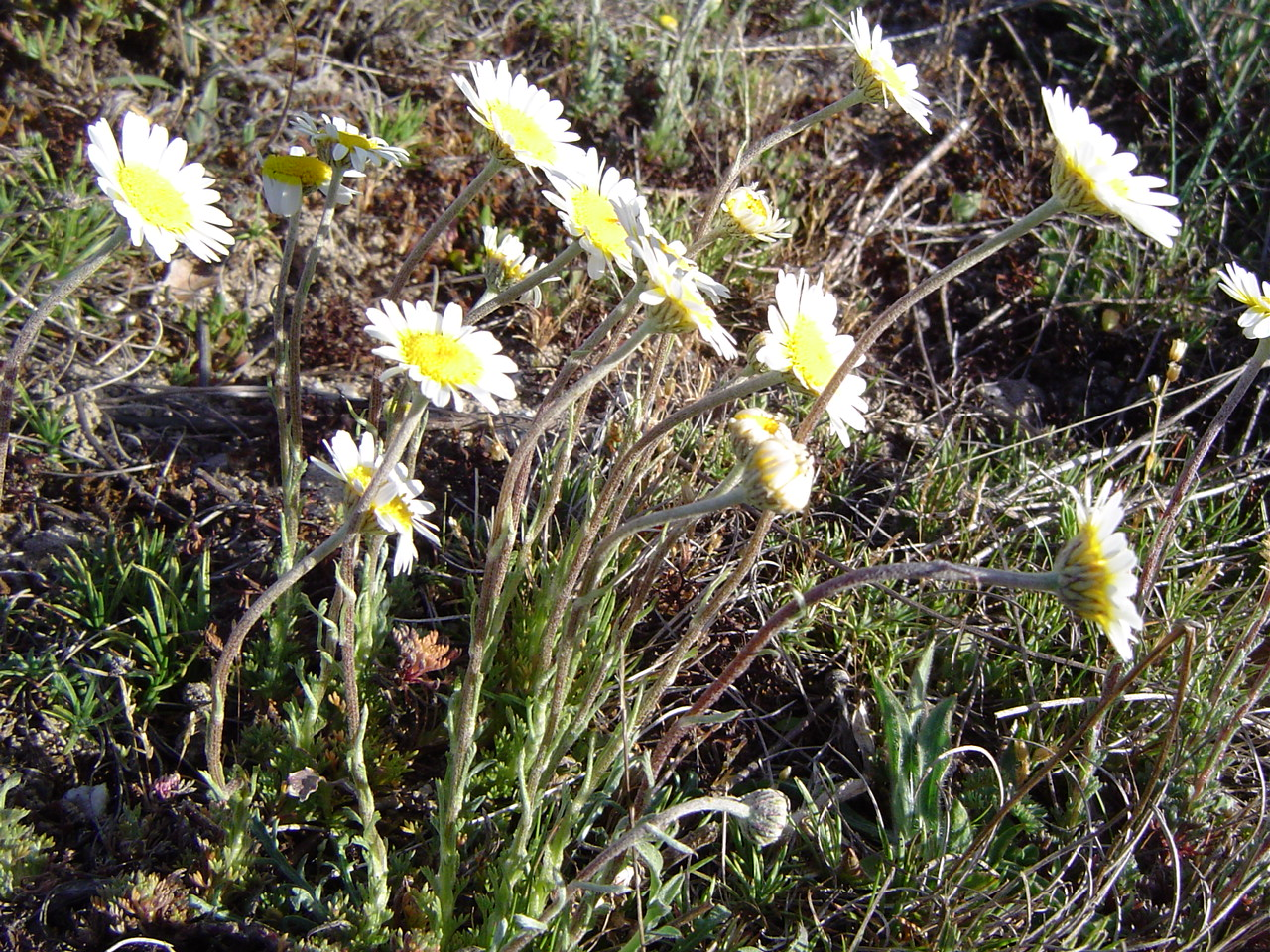
Il portamento
Leucanthemopsis pulverulenta

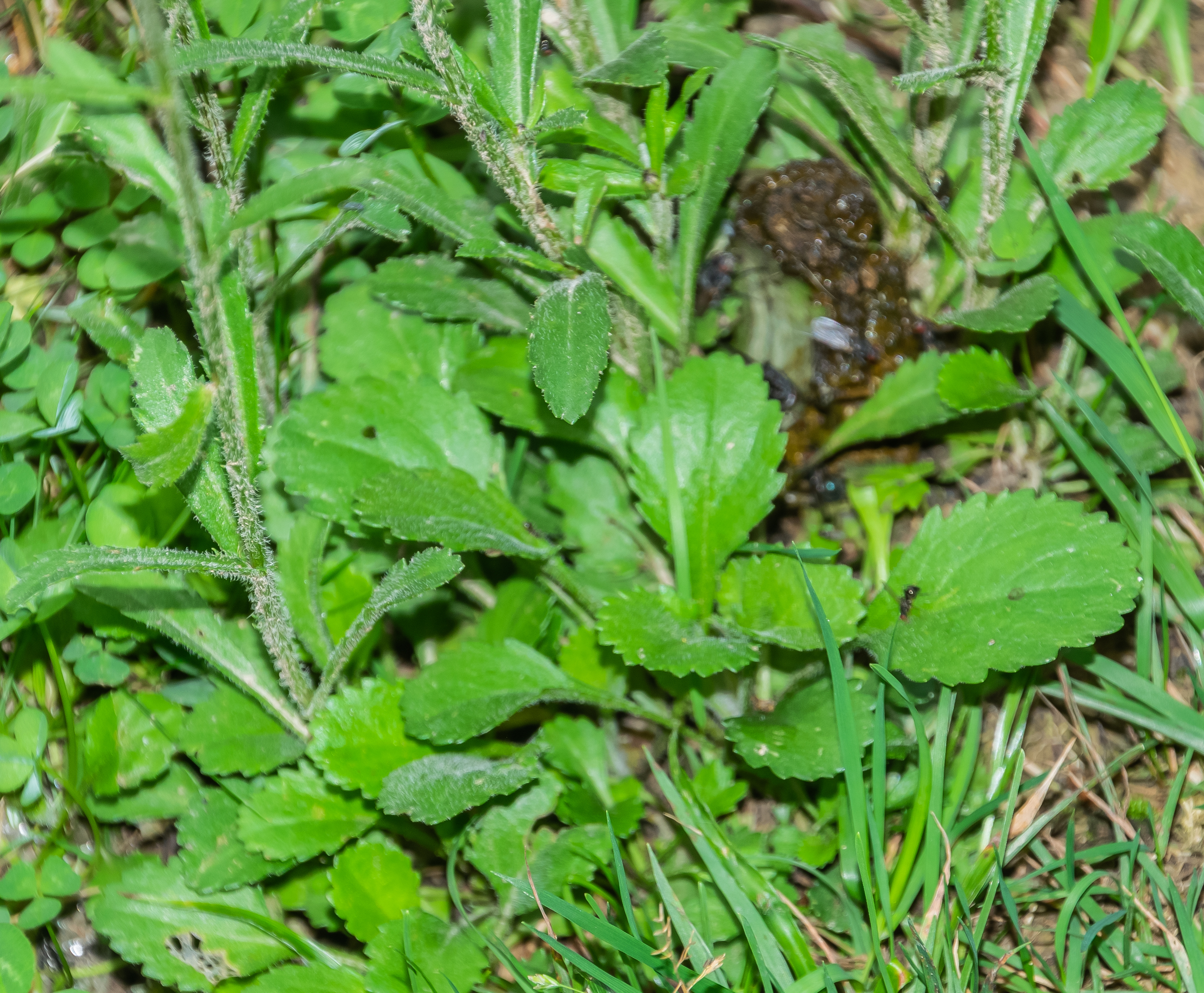
Le foglie
Leucanthemopsis alpina

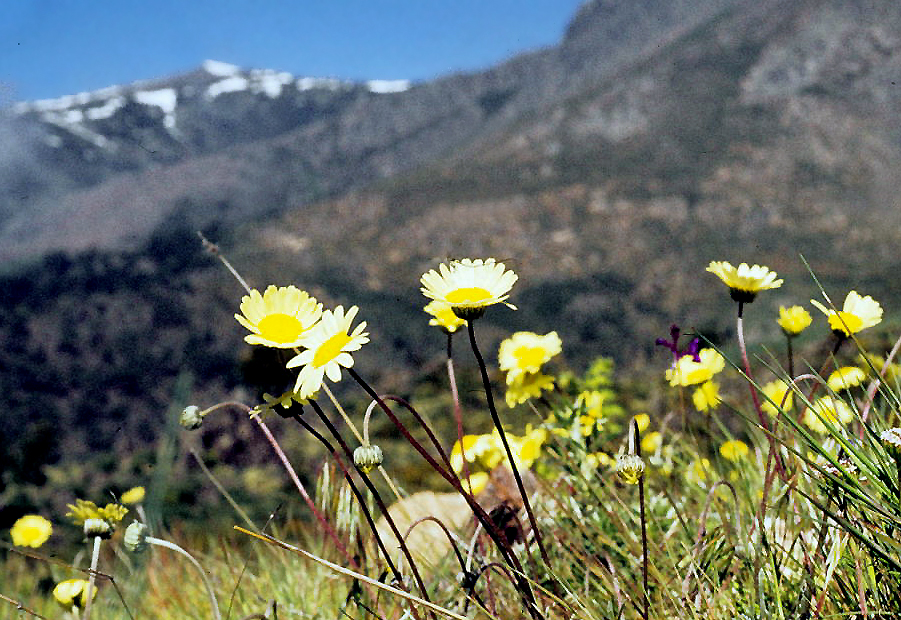
Infiorescenza
Leucanthemopsis pallida

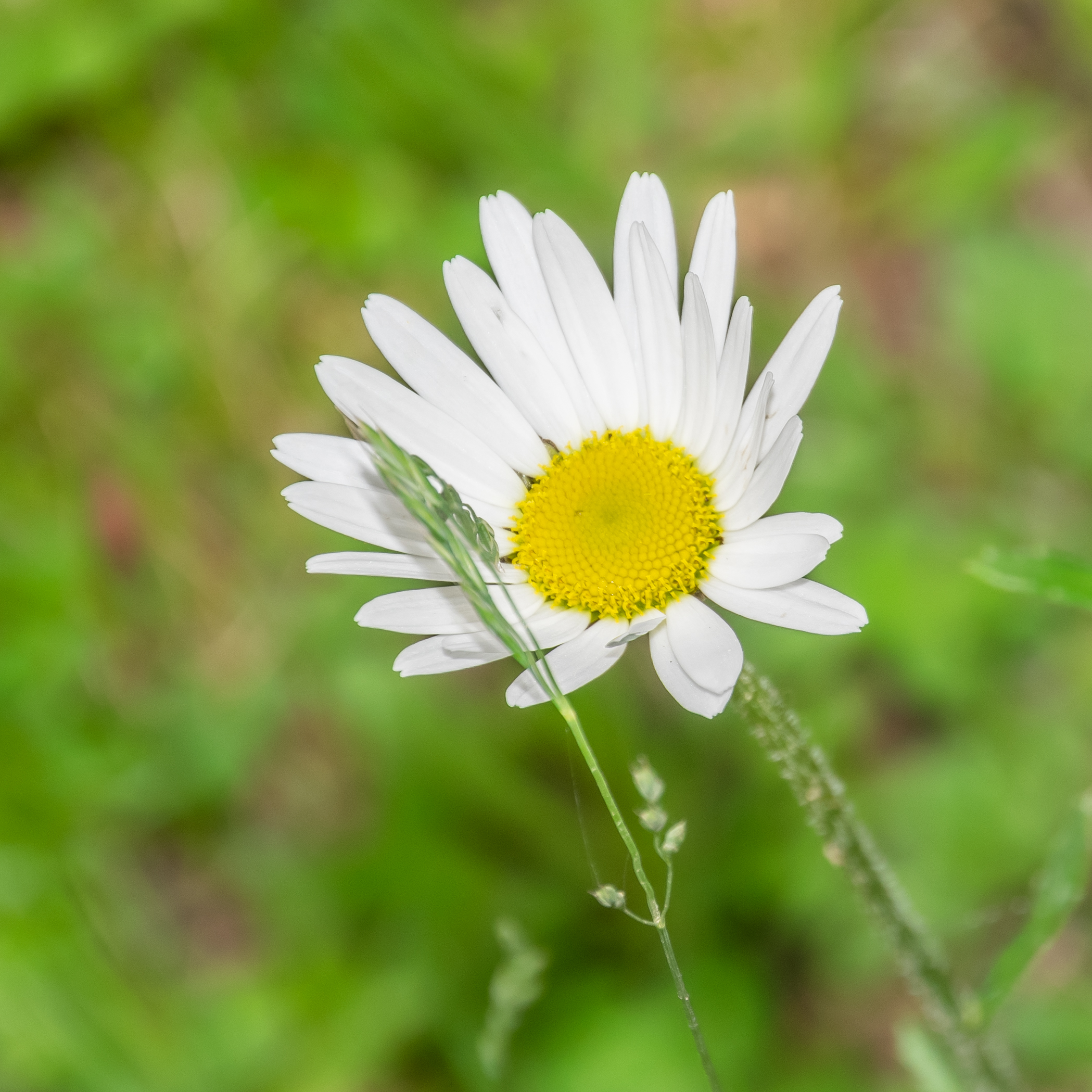
I fiori
Leucanthemopsis alpina

Portamento. Le specie di questo genere sono quasi tutte erbe perenni (o eventualmente annuali), alcune specie sono legnose alla base. La forma biologica prevalente è emicriptofita scaposa (H scap); ossia sono piante perennanti con gemme poste al livello del suolo e con fusto allungato e poco foglioso. L'indumento è formato in prevalenza da peli medifissi.
Radici. Le radici sono secondarie a partire dal rizoma.
Fusto. Altezza massima: alcuni decimetri.
- Parte ipogea: la parte sotterranea è un rizoma.
- Parte epigea: la parte aerea del fusto è eretta, ascendente. Alla base il fusto può essere lignificato.

Foglie. Le foglie sono in prevalenza basali e a consistenza carnosa. Lungo lo scapo può essere presente una o poche foglie disposte in modo alterno e ridotte quasi di tipo squamiforme. La forma delle foglie basali è spatolata a lamina ovata, pennatifida o pennato-partita con 5-7 lacinie per lato. La forma delle lacinie può essere strettamente triangolare oppure sono oblunghe ad apice acuto. Le foglie basali si presentano glabre o tomentose a seconda della specie.
Infiorescenza. Le sinflorescenze sono formate da capolini solitari. Le infiorescenze vere e proprie sono composte da un capolino terminale peduncolato di tipo radiato. I capolini sono formati da un involucro, con forme da emisferiche a coppa o meniscoidi, composto da diverse brattee, al cui interno un ricettacolo fa da base ai fiori di due tipi: fiori del raggio e fiori del disco. Le brattee, piatte a consistenza erbacea e ampi margini scariosi bruni, sono disposte in modo più o meno embricato su 3 - 4 serie. Il ricettacolo, convesso, è sprovvisto di pagliette avvolgenti la base dei fiori.
Fiori.  I fiori sono tetra-ciclici (formati cioè da 4 verticilli: calice – corolla – androceo – gineceo) e pentameri (calice e corolla formati da 5 elementi). Si distinguono in:
- fiori del raggio (esterni): sono femminili, fertili e sono disposti su una serie; la forma è ligulata (zigomorfa); a volte possono essere neutri;
- fiori del disco (centrali): sono più numerosi con forme brevemente tubulose (attinomorfe); sono ermafroditi e fertili.

- Formula fiorale:

*/x K {\displaystyle \infty }, [C (5), A (5)], G 2 (infero), achenio
- Calice: i sepali del calice sono ridotti ad una coroncina di squame.

- Corolla: 
  - fiori del raggio: la forma della corolla alla base è più o meno tubulosa-imbutiforme, mentre all'apice è ligulata; la ligula può terminare con alcuni denti; il colore è bianco a volte con base gialla;
  - fiori del disco: la forma è tubulare bruscamente divaricata in 5 lobi; i lobi, patenti o eretti, hanno una forma deltata o più o meno lanceolata; il colore è giallo a volte rossiccio.

- Androceo: l'androceo è formato da 5 stami (alternati ai lobi della corolla) sorretti da filamenti generalmente liberi; gli stami sono connati e formano un manicotto circondante lo stilo; il collare filamentare è a balaustra. Le antere alla base sono ottuse. Il tessuto endoteciale (rivestimento interno dell'antera) non è polarizzato. Il polline è sferico con un diametro medio di circa 25 micron;  è tricolporato (con tre aperture sia di tipo a fessura che tipo isodiametrica o poro) ed è echinato (con punte sporgenti).

- Gineceo: l'ovario è infero uniloculare formato da 2 carpelli. Lo stilo (il recettore del polline) è profondamente bifido (con due stigmi divergenti) e con le linee stigmatiche marginali separate o contigue. I due bracci dello stilo hanno una forma troncata e possono essere papillosi o ricoperti da ciuffi di peli.

Frutti. I frutti sono degli acheni senza pappo. La forma è strettamente obovoide a sezione trasversale rotonda. I lati possono essere percorsi da alcune (da 5 a 10) coste longitudinali. All'apice del frutto è presente solo una piccola coroncina scariosa. Il pericarpo possiede delle cellule mucillaginifere lungo le coste, ma senza sacche resinose.

## Biologia
Impollinazione: l'impollinazione avviene tramite insetti (impollinazione entomogama tramite farfalle diurne e notturne).

Riproduzione: la fecondazione avviene fondamentalmente tramite l'impollinazione dei fiori (vedi sopra).

Dispersione: i semi (gli acheni) cadendo a terra sono successivamente dispersi soprattutto da insetti tipo formiche (disseminazione mirmecoria). In questo tipo di piante avviene anche un altro tipo di dispersione: zoocoria. Infatti gli uncini delle brattee dell'involucro (se presenti) si agganciano ai peli degli animali di passaggio disperdendo così anche su lunghe distanze i semi della pianta. Inoltre per merito del pappo (se presente) il vento può trasportare i semi anche a distanza di alcuni chilometri (disseminazione anemocora).

## Distribuzione e habitat
La distribuzione di questo genere è relativa soprattutto all'Europa (fino all'Ucraina) e Africa del Nord (Marocco)..

### Specie della zona alpina
La tabella seguente mette in evidenza alcuni dati relativi all'habitat, al substrato e alla distribuzione dell'unica specie alpine di Leucanthemopsis presente nella flora spontanea italiana..
| Specie | Comunità vegetali | Piani vegetazionali | Substrato | pH    | Livello trofico | H2O   | Ambiente       | Zona alpina         |
| --- | ----------------- | ------------------- | --------- | ----- | --------------- | ----- | -------------- | ------------------- |
| Leucanthemopsis alpina | 10                | alpino              | Si        | acido | basso           | umido | B5 C2 C3 F5 F6 | tutto l'arco alpino |
| Legenda e note alla tabella. Substrato: con “Ca/Si” si intendono rocce di carattere intermedio (calcari silicei e simili). Zona alpina: vengono prese in considerazione solo le zone alpine del territorio italiano (sono indicate le sigle delle province). Comunità vegetali: 10 = comunità delle praterie rase dei piani subalpino e alpino con dominanza di emicriptofite. Ambienti: B5 = rive, vicinanze corsi d'acqua; C2 = rupi, muri e ripari sotto roccia; C3 = ghiaioni, morene e pietraie; F5 = praterie rase subalpine e alpine; F6 = vallette nivali. |                   |                     |           |       |                 |       |                |                     |

## Sistematica
La famiglia di appartenenza di questa voce (Asteraceae o Compositae, nomen conservandum) probabilmente originaria del Sud America, è la più numerosa del mondo vegetale, comprende oltre 23.000 specie distribuite su 1.535 generi, oppure 22.750 specie e 1.530 generi secondo altre fonti (una delle checklist più aggiornata elenca fino a 1.679 generi). La famiglia attualmente (2021) è divisa in 16 sottofamiglie; la sottofamiglia Asteroideae è una di queste e rappresenta l'evoluzione più recente di tutta la famiglia.

Basionimo: Tanacetum subsect. Leucanthemopsis Giroux

### Filogenesi
Il gruppo di questa voce è descritto nella tribù Anthemideae, una delle 21 tribù della sottofamiglia Asteroideae). In base alle ultime ricerche nella tribù sono stati individuati (provvisoriamente) 4 principali lignaggi (o cladi): "Southern hemisphere grade", "Asian-southern African grade", "Eurasian grade" e "Mediterranean clade". Il genere  Leucanthemopsis (insieme alla sottotribù Leucanthemopsis) è incluso nel clade Eurasian grade..
Il genere Leucanthemopsis fa parte della sottotribù delle Leucanthemopsidinae Oberprieler & Vogt di recente costituzione insieme ad altri quattro generi: Castrilanthemum Vogt & Oberprieler (2007), Hymenostemma Willk., Prolongoa Boiss. e Phalacrocarpum Willk. tutti monospecifici ed endemici della Spagna.
I caratteri distintivi del genere sono:
- l'indumento è fatto di peli medifissi;
- l'apice degli acheni è sormontato da una corona scariosa;
- le coste degli acheni possiedono cellule muciallaginifere.

Il numero cromosomico delle specie di questo genere è: 2n = 18 (specie poliploidi).
In base all'"orologio molecolare", questo genere ha iniziato a divergere circa 2 milioni di anni fa.

### Elenco delle specie
Questo genere ha 10 specie:
- Leucanthemopsis alpina (L.) Heywood
- Leucanthemopsis boissieri  Pedrol
- Leucanthemopsis cuneata  (Pau) Holub
- Leucanthemopsis flaveola  (Hoffmanns. & Link) Heywood
- Leucanthemopsis heywoodii  Pedrol
- Leucanthemopsis longipectinata  (Pau ex Font Quer) Heywood
- Leucanthemopsis pallida  (Mill.) Heywood
- Leucanthemopsis pectinata  (L.) G.López & C.E.Jarvis
- Leucanthemopsis pulverulenta  (Lag.) Heywood
- Leucanthemopsis spathulifolia  (J.Gay) Rivas Mart., A.Asensi, Molero Mesa & F.Valle

### Specie della flora spontanea italiana
La composizione di questo genere in questi ultimi anni, in riferimento alla flora spontanea italiana, è stata notevolmente ridimensionata. Dalle due specie (L. alpina e L. minima) con due varietà, descritte da Sandro Pignatti nella ”Flora d'Italia”, attualmente è riconosciuta una sola specie: Leucanthemopsis alpina qui sotto brevemente descritta.
- Leucanthemopsis alpina (L.) Heywood - Margherita: l'altezza massima della pianta è di 5 - 15 cm; il ciclo biologico è perenne; la forma biologica è emicriptofita scaposa (H scap); il tipo corologico è Orofita Sud Europeo; l'habitat tipico sono i pendii franosi, i ghiaioni e le rupi; in Italia è una specie alpina e si trova fino ad una quota compresa tra 2000 e 3600 m s.l.m..

### Generi simili
Un genere molto simile a Leucanthemopsis è il genere Bellis L. (Pratolina). Questi due generi si distinguono soprattutto per le foglie: quelle della Pratolina sono intere (o al massimo appena dentate) e a forma decisamente spatolata.
Anche il genere Leucanthemum ha delle specie simili; Leucanthemopsis si distingue per il ricettacolo convesso, i fiori tubolosi con corolla priva di ali e acheni con 3 - 10 coste privi di canali resiniferi.